# Ángel Márquez
Ángel Jeremy Márquez Castañeda, noto semplicemente come Ángel Márquez (Guadalajara, 21 giugno 2000), è un calciatore messicano, centrocampista dell'Atlas.

## Caratteristiche tecniche
È un centrocampista centrale.

## Carriera
Cresciuto nel settore giovanile dell'Atlas, debutta in prima squadra il 12 gennaio 2020 in occasione dell'incontro di Liga MX vinto 2-1 contro il Cruz Azul dove realizza anche la sua prima rete, quella del momentaneo 1-1.

## Statistiche
Statistiche aggiornate al 3 marzo 2021.

### Presenze e reti nei club
| Stagione        | Squadra         | Campionato      | Campionato | Campionato | Coppe nazionali | Coppe nazionali | Coppe nazionali | Coppe continentali | Coppe continentali | Coppe continentali | Altre coppe | Altre coppe | Altre coppe | Totale | Totale | Totale |
| Stagione        | Squadra         | Comp            | Pres       | Reti       | Comp            | Pres            | Reti            | Comp               | Pres               | Reti               | Comp        | Pres        | Reti        | Pres   | Reti   |        |
| --------------- | --------------- | --------------- | ---------- | ---------- | --------------- | --------------- | --------------- | ------------------ | ------------------ | ------------------ | ----------- | ----------- | ----------- | ------ | ------ | ------ |
| 2019-2020       | Atlas           | LMX             | 9          | 1          | CM              | 1               | 0               |                    | -                  | -                  |             | -           | -           | 10     | 1      |        |
| 2020-2021       | Atlas           | LMX             | 16         | 1          | -               | -               | -               |                    | -                  | -                  |             | -           | -           | 16     | 1      |        |
| Totale carriera | Totale carriera | Totale carriera | 25         | 2          |                 | 1               | 0               |                    | -                  | -                  |             | -           | -           | 26     | 2      |        |

## Palmarès

### Club

#### Competizioni nazionali
- Campionato messicano: 1

Atlas: Clausura 2022
- Supercoppa del Messico: 1

Atlas: 2022